# Muhammad Shah II di Terengganu
Paduka Sri Tuanku Sultan Haji Muhammad II Muazzam Shah ibni al-Marhum Sultan Zainal Abidin (Kuala Terengganu, 7 settembre 1888 – Kuala Terengganu, 11 aprile 1956) è stato sultano di Terengganu in Malaysia dal 1918 al 1920.

## Biografia
Muhammad Shah II di Terengganu nacque a Kuala Terengganu il 7 settembre 1888 ed era il terzo figlio del sultano Zainal Abidin III e di Cik Kulsum binti Haji Daud.
Venne educato privatamente.
Il 26 novembre 1918 venne proclamato sultano all'Istana Mazia di Kuala Terengganu.
Nel 1909 ci fu un accordo tra gli inglesi e il Siam conosciuto come trattato di Bangkok. Esso stabilì che gli stati settentrionali della Malaysia fossero consegnati agli inglesi. Inizialmente con nessuno di questi stati fu negoziato un accordo e il sultano Zainal Abidin III emanò delle leggi per limitare le ingerenze degli inglesi. Durante il regno di Muhammad Shah II le pressioni aumentarono e il 24 maggio 1919 siglò un accordo. In base a questo a guidare l'amministrazione dello stato sarebbe stato un ministro residente e il sultano si sarebbe occupato solo degli affari malesi e religiosi.
Il 20 maggio 1920 abdicò in favore del fratellastro minore Sulaiman Badrul Alam Shah. Si stabilì a Singapore, dove continuò a ricevere un'indennità.
Si sposò sei volte ed ebbe quattro figli, un maschio e tre femmine.
Morì all'Istana Gong Kapas di Kuala Terengganu l'11 aprile 1956 e fu sepolto nella moschea Zainal Abidin della città.